# Janusz Maćkowiak (dziennikarz)
Janusz Maćkowiak – polski dziennikarz radiowy rozgłośni Polskiego Radia Opole, wcześniej Pierwszego Programu Polskiego Radia w audycjach Głos Sygnałów, Radio Biznes.
W latach 1965–1970 konferansjer polskiej grupy muzycznej Błękitni.
Autor pasm radiowych w rozgłośni regionalnej Polskiego Radia w Opolu.
Obecnie prezenter, dziennikarz w telewizji Ekovision TV.